# Théâtre Chūnichi
Le théâtre Chūnichi (中日劇場, Chūnichi Gekijō) était une salle de spectacle destinée à recevoir des représentations de spectacles vivants située à Nagoya dans la préfecture d'Aichi au Japon.
Le théâtre se trouve à l'intérieur du bâtiment Chūnichi. Des représentations de théâtre kabuki et des comédies musicales y étaient données. 

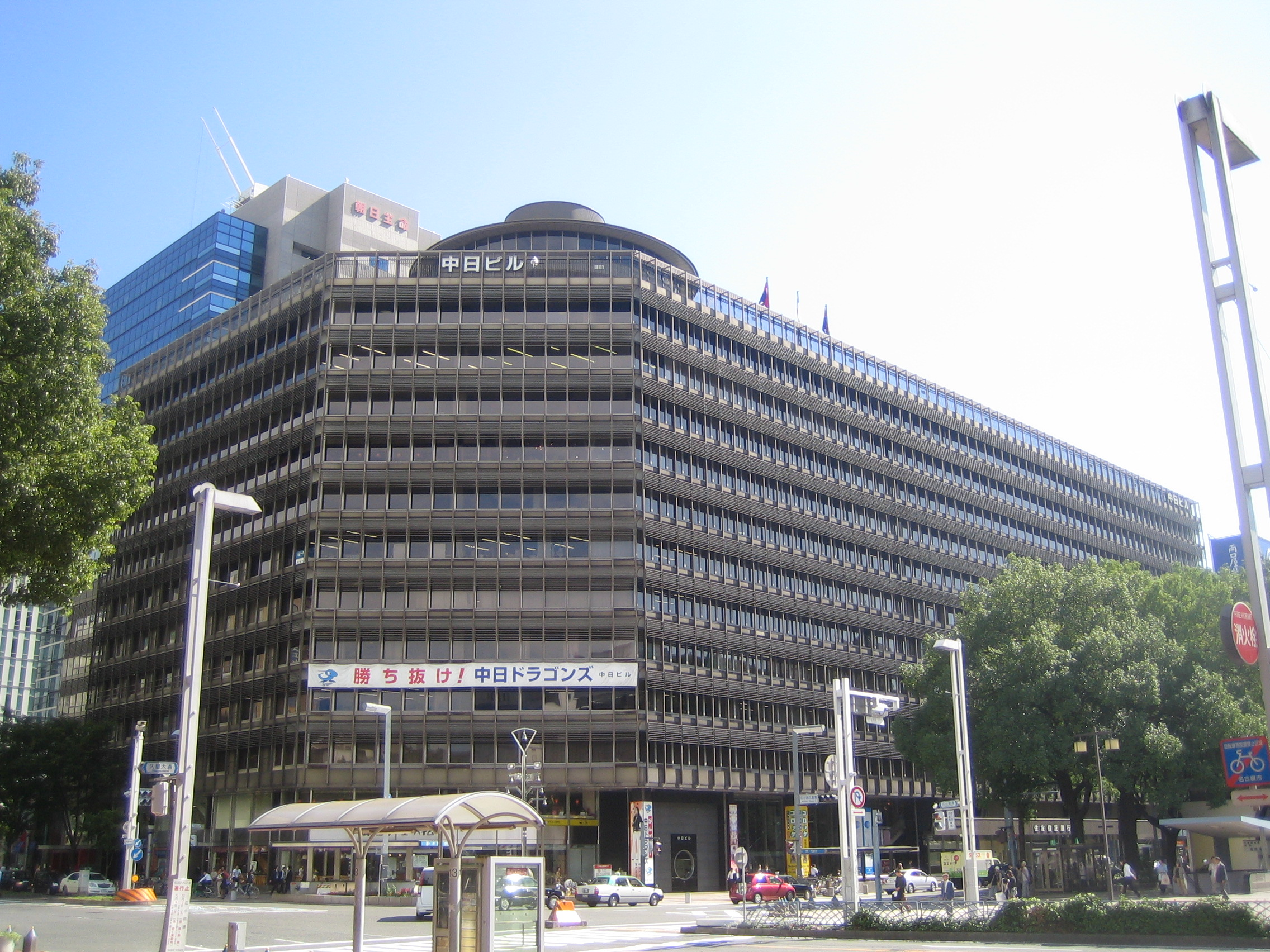
Bâtiment Chūnichi.

Il a fermé ses portes en 2018 pour être totalement reconstruit. Cette fermeture serait également liée au désistement de l'assureur du théâtre. 

## Source de la traduction
- (en) Cet article est partiellement ou en totalité issu de l’article de Wikipédia en anglais intitulé « Chunichi Theatre » (voir la liste des auteurs).